# Marcelina Almeida
Marcelina Almeida Abel (Argentina, ca. 1830-1880), fue una escritora argentina radicada desde joven en Montevideo, que utilizó los seudónimos “Abel” y “Reine mi bella aclamada” (anagrama de su nombre completo) para firmar sus contribuciones en publicaciones de la época. Su novela Por una fortuna una cruz, es considerada la primera obra feminista uruguaya hasta el momento.

## Vida y trayectoria
Se desconocen las fechas exactas de nacimiento y muerte. En un poema dedicado a la autora, Francisco Acuña de Figueroa la describe como oriental por adopción, nacida en Argentina.
La novela romántica Por una fortuna una cruz fue publicada en Montevideo en 1860. Su tema central es “el matrimonio obligado de una joven de quince años con un hombre veinticinco años mayor”. La investigadora radicada en Suecia, Virginia Cánova, explica que "en su adherencia al feminismo liberal de la Ilustración y el feminismo cultural, la autora desarrolla el tema de la falta de derechos de la mujer, de su eterna minoría tutelada por los hombres, particularmente el casamiento obligado y negociado por el padre de la joven. Presenta diferentes situaciones de opresión provocadas por la minoría de edad permanente de la mujer".
La obra generó un intenso debate en la prensa montevideana de la época. No solo se discutió la calidad literaria de la misma, sino también el hecho de que una mujer escritora cuestionara la institución del matrimonio. Almeida fue objeto de virulentos ataques personales, muchos bajo seudónimos.
En 1991, Virginia Cánova encontró un ejemplar de la novela en la Biblioteca Nacional, rastreando obras que no figuraran en la historia literaria uruguaya. El hallazgo motivó una reedición limitada de la obra, gracias a un acuerdo entre la Biblioteca Nacional de Uruguay y el Departamento de Literatura de la Universidad de Gotemburgo, que incluye el estudio “Los orígenes del feminismo en el Uruguay”. En dicho estudio, la investigadora concluye que "(...) podemos ubicar los orígenes del movimiento feminista en épocas tempranas del siglo XIX y no como hasta ahora se había afirmado en los comienzos del siglo XX; y, en cuanto a las escritoras, ya vemos que no eran María Eugenia Vaz Ferreira y Delmira Agustini las precursoras, sino Marcelina Almeida y otras más, como Adela Correge con su obra Tula y Elena o sea el orgullo y la modestia (1885)."
Almeida también publicó poemas, un cuento y artículos entre 1860 y 1861 en el Semanario Uruguayo y poemas, entre 1862 y 1863, en la revista literaria La Aurora de Montevideo.